# Criteriul radicalului (Cauchy)
În matematică, criterul radicalului (Cauchy) se aplică pentru determinarea naturii seriei
{\displaystyle \sum _{n=1}^{\infty }a_{n}.}
Este foarte folositor atunci când se aplică seriilor exponențiale. Acest criteriu a fost creat de Cauchy, de aceea mai este numit și criteriul Cauchy. Criteriul radicalului folosește numărul
{\displaystyle C=\limsup _{n\rightarrow \infty }{\sqrt[{n}]{|a_{n}|}},}
unde "lim sup" înseamnă limită superioară.
Criteriul radicalului spune că:
- Dacă C < 1 atunci seria este absolut convergentă.
- Dacă C > 1 atunci seria este divergentă.

Daca C = 1, criteriul nu este suficient pentru a dertermina naturii seriei.

## Exemplu
Seria {\displaystyle \sum _{n=1}^{\infty }\left({\frac {n+1}{n}}\right)^{n^{2}}} este divergentă deoarece {\displaystyle \lim _{n\to \infty }{\sqrt[{n}]{a}}_{n}=\lim _{n\to \infty }\left(1+{\frac {1}{n}}\right)^{n}=e>1.}